# Grad Rauterburg
Grad Rauterburg tudi Grad Stare Vovbre je bil grad na Koroškem v Avstriji. Domnevno naj bi bil ta grad izvorni grad grofov Vovbrških, ki so ga sčasoma nadomestili z gradom Vovbre. Grad je bil najverjetneje iz obdobja Karolingov v 9.–10. stoletju.

## Zgodovina
Najstarejši član družine Vovbrških v zgodovinskih besedilih je Gero I., ki se pojavi leta 1070 in velja za graditelja gradu Vovbre. Leta 1228 so grofje Vovbrški svoj sedež preselili na grad Pliberk. Po mirovnem sporazumu, sklenjenem v Pusarnici, je leta 1460 posest Goriških pripadla Habsburžanu Frideriku III. Po tem času so se začeli lastniki in posestniki hitro menjavati. Leta 1499 so ga v fevd podelili Bernardu Thalantu, Graßweinu pa leta 1530 in Urschenbecku leta 1623.
Od leta 1886 je ruševina v lasti družine Helldorff. Leta 1920 je bil velik del ruševin odstranjen in material uporabljen za gradnjo ceste. Danes je vidnih le nekaj ostankov ene stavbe, ki je razdeljena na štiri neenake sobe. Ohranjeni niso nobeni arhitekturni detajli.